# Arroyo Largo, Veracruz
Arroyo Largo är en ort i Mexiko.   Den ligger i kommunen Santiago Tuxtla och delstaten Veracruz, i den sydöstra delen av landet, 400 km öster om huvudstaden Mexico City. Arroyo Largo ligger 27 meter över havet och antalet invånare är 586.
Terrängen runt Arroyo Largo är platt åt sydväst, men åt nordost är den kuperad. Runt Arroyo Largo är det ganska tätbefolkat, med 80 invånare per kvadratkilometer. Närmaste större samhälle är Santiago Tuxtla, 13,4 km öster om Arroyo Largo. Omgivningarna runt Arroyo Largo är en mosaik av jordbruksmark och naturlig växtlighet.